# Gliese 710
Gliese 710 – czerwony karzeł znajdujący się w gwiazdozbiorze Węża o wielkości gwiazdowej 9,66 i masie między 0,4 a 0,6 mas Słońca. Gwiazda ta znajduje się około 62 lata świetlne od Ziemi.

## Ruch gwiazdy
Ruch własny, odległość i prędkość radialna tej gwiazdy, wyznaczone na podstawie obserwacji satelity Hipparcos, wskazywały, że za około 1,4 miliona lat znajdzie się ona w odległości 1,1 roku świetlnego (70 tysięcy au) od Ziemi. Na podstawie znacznie dokładniejszych danych z sondy Gaia, astronomowie z Uniwersytetu Adama Mickiewicza w Poznaniu obliczyli, że gwiazda ta za około 1,35 ± 0,05 mln lat minie Słońce w odległości zaledwie 13,4 ± 6,2 tysiąca jednostek astronomicznych (ok. 77 dni świetlnych). Będzie to największe zbliżenie innej gwiazdy do Słońca w przedziale 10–20 milionów lat od chwili obecnej. Przy takiej odległości gwiazda będzie miała obserwowaną wielkość gwiazdową około −2,7m, co oznaczałoby, że będzie świecić ponad trzy razy jaśniej niż Syriusz obecnie.

## Skutki
Gliese 710 jest gwiazdą, której przejście w pobliżu Ziemi spowoduje największe zakłócenia grawitacyjne w Układzie Słonecznym w przedziale czasu od 10 milionów lat temu do 10 milionów lat w przyszłości. Wcześniejsze oceny parametrów zbliżenia sugerowały, że wprawdzie wystąpią perturbacje w Obłoku Oorta, które zwiększą liczbę obserwowanych komet, ale najprawdopodobniej nie będą znaczące i będą oznaczać średnio jedną nową kometę na rok, co nie zwiększy w mierzalny sposób ryzyka katastrofy kosmicznej. Według nowych ocen gwiazda wejdzie głęboko w obręb Obłoku Oorta i może wyrzucić z niego nawet 0,1% całej liczby komet, z czego 1/10 może być obserwowalna z Ziemi. W efekcie przez 3–4 miliony lat na ziemskim niebie co roku będzie pojawiało się średnio 10 nowych komet.
Gwiazdą, która plasuje się na drugim miejscu, jeśli chodzi o zakłócenia grawitacyjne jakie spowodowała w Układzie Słonecznym w ciągu ostatnich i przyszłych 10 milionów lat, jest Algol. Ten potrójny układ gwiezdny o sumarycznej masie 5,8 mas Słońca minął 7,3 miliona lat temu Układ Słoneczny w odległości 9,8 lat świetlnych. Algol (którego nazwa wzięła się od arabskiego Al-ghol – „ghul”) – był tradycyjnie uznawany za najbardziej pechową gwiazdę widoczną na niebie.